# Åke Grönberg
Åke Grönberg (Stockholm, 1914. március 26. – Stockholm, 1969. szeptember 15.) svéd színész.
Bő 30 éves pályafutása alatt több mint 100 filmben szerepelt, köztük három korai Ingmar Bergman-produkcióban is: Egy nyár Mónikával (1953), Fűrészpor és ragyogás (1953), Szerelmi lecke (1954).
Sokoldalú színpadi személyiség is volt, énekesként, előadóművészként és színészként lépett fel különböző zenés és drámai produkciókban.
55 éves korában hunyt el szívinfarktusban.

## Fordítás
- Ez a szócikk részben vagy egészben  a(z)   Åke_Grönberg című angol Wikipédia-szócikk fordításán alapul.  Az eredeti cikk szerkesztőit annak laptörténete sorolja fel. Ez a jelzés csupán a megfogalmazás eredetét és a szerzői jogokat jelzi, nem szolgál a cikkben szereplő információk forrásmegjelöléseként.